# 约翰逊 (南卡罗来纳州)
约翰逊（英文：Johnsonville），是美国南卡罗来纳州下属的一座城市。城市类型是“City”。其面积大约为2.09平方英里（5.4平方公里）。根据2010年美国人口普查，该市有人口1,480人，人口密度约为每平方 英里709.49人（约合每平方公里273.95人）。